# Stadio Lokomotiv (Plovdiv)
Lo stadio Lokomotiv (in bulgaro Стадион „Локомотив“?) è uno stadio situato a Plovdiv, in Bulgaria. Inaugurato nel 1982, ospita le partite casalinghe dello Lokomotiv Plovdiv. Ha una capienza di 14 500 posti a sedere.
Sorge nel parco Lauta (in bulgaro Лаута?) e fa parte di un più ampio complesso sportivo che include anche campi da tennis e altre strutture.

## Storia
Lo stadio fu edificato tra il 1980 e il 1982. 
Nel 1983 fu stabilito il record di affluenza allo stadio: 33 000 spettatori riempirono le gradinate in occasione della gara tra la squadra di casa e il FK Černomorec Burgas, partita di play-off per l'accesso alla massima divisione regionale. Nella circostanza erano almeno 6 000 i tifosi fuori dallo stadio. 
L'impianto è stato ripetutamente sottoposto a lavori di ammodernamento e ristrutturazione, in particolare nel 2019, quando è stato adeguato alla categoria 3 della classificazione UEFA degli stadi, per renderlo adatto alla disputa di partite di play-off delle coppe europee. Dopo il rinnovamento la capienza dello stadio è scesa a 9 220 spettatori per partite di coppe europee e a 13 220 in totale. 
Il 25 luglio 2019, data in cui ricorreva il 93º anniversario della fondazione del club di casa, nello stadio si svolse la prima partita di coppa europea, una gara di UEFA Europa League tra il Lokomotiv Plovdiv e lo Spartak Trnava. La sfida si è chiusa con la vittoria dei padroni di casa per 2-1 di fronte a 10 000 spettatori.